# Амбарцумян, Левон Ашотович
Лево́н Ашо́тович Амбарцумя́н (род. 1 июня 1955, Москва) — советский, российский скрипач, дирижёр. Профессор, заслуженный артист Армении (1988), заслуженный артист России (1997).

## Биография
Окончил школу им. Гнесиных, затем Московскую консерваторию, где его учителями были Феликс Андриевский, Юрий Янкелевич, Леонид Коган и Игорь Безродный.
В 1978—1993 годы преподавал в Московской консерватории. С 1993 года — приглашённый профессор музыкальной школы в Университете Индианы (Блумингтон), с 1995 — профессор скрипки в Университете Джорджии.
С 2013 года преподаёт в Московской консерватории, доцент кафедры скрипки под руководством проф. В. М. Иванова.
Его ученики[кто?] являются лауреатами различных международных конкурсов, занимают ведущие позиции во многих европейских и американских оркестрах и преподают в ряде американских университетов.

## Творчество
В 1977—1988 годы гастролировал в республиках СССР и странах Восточной Европы, с 1988 года — также в США, Канаде, Бразилии, странах Западной Европы и Азии.
В 1989 году создал в Москве камерный оркестр «АРКО» (в настоящее время базируется в университете штата Джорджия). Оркестр гастролировал в Германии, Испании, Франции, США, Канаде, Южной Корее; участвовал в международных музыкальных фестивалях (фестиваль Джорджа Энеску в Румынии, «Русская Зима», «Московские Звёзды»). Репертуар оркестра включает произведения всех эпох: от барокко до музыки наших дней; представил мировые премьеры произведений, написанных российскими, армянскими и американскими композиторами и посвящённых Л. Амбарцумяну и оркестру.
В 2016 году вошёл в жюри «IV Международного конкурса скрипачей и квартетов имени Леопольда Ауэра» (Петербург).

### Дискография
Выпустил более 40 дисков компакт-дисков с музыкой Вивальди, Мендельсона, Венявского, Брамса, Шостаковича, Шнитке, а также современных российских, армянских и американских композиторов.

## Награды и признание
- высшие награды на международных конкурсах скрипачей (Югославия, Канада)[когда?]
- лауреат Всесоюзного конкурса в Латвии[когда?]
- Заслуженный артист Армянской ССР (1988)
- Заслуженный артист России (1997)
- золотая медаль Союза московских композиторов (2009) — за вклад в современную музыкальную культуру.